# Élections législatives de 2007 dans la Haute-Loire
Les élections législatives françaises de 2007 se déroulent les 10 et 17 juin 2007. Dans le département de la Haute-Loire, deux députés sont à élire dans le cadre de deux circonscriptions.

## Élus
| Circonscription | Député sortant   | Parti | Parti | Député élu ou réélu | Parti | Parti |
| --------------- | ---------------- | ----- | ----- | ------------------- | ----- | ----- |
| 1re             | Laurent Wauquiez |       | UMP   | Laurent Wauquiez    |       | UMP   |
| 2e              | Jean Proriol     |       | UMP   | Jean Proriol        |       | UMP   |

## Résultats

### Résultats à l'échelle du département
| Parti                                           | Parti                                   | Premier tour | Premier tour | Second tour | Second tour | Sièges |
| Parti                                           | Parti                                   | Voix         | %            | Voix        | %           | Sièges |
| ----------------------------------------------- | --------------------------------------- | ------------ | ------------ | ----------- | ----------- | ------ |
|                                                 | Union pour un mouvement populaire       | 52 356       | 48,11        | 24 386      | 53,62       | 2      |
|                                                 | Divers droite                           | 7 140        | 6,56         |             |             | 0      |
|                                                 | Mouvement pour la France                | 774          | 0,71         | 0           |             |        |
|                                                 | Majorité présidentielle                 | 60 270       | 55,38        | 24 386      | 53,62       | 1      |
|                                                 |                                         |              |              |             |             |        |
|                                                 | Parti socialiste                        | 22 978       | 21,11        | 21 090      | 46,38       | 1      |
|                                                 | Parti communiste français               | 1 512        | 1,39         |             |             | 0      |
|                                                 | Les Verts                               | 1 494        | 1,37         | 0           |             |        |
|                                                 | Gauche parlementaire                    | 25 984       | 23,87        | 21 090      | 46,38       | 1      |
|                                                 |                                         |              |              |             |             |        |
|                                                 | UDF–Mouvement démocrate                 | 9 572        | 8,79         |             |             | 0      |
|                                                 | Extrême gauche dont LCR, LO, SÉGA et PT | 5 602        | 5,15         | 0           |             |        |
|                                                 | Front national                          | 4 071        | 3,74         | 0           |             |        |
|                                                 | Divers écologiste dont LT-LNÉ et MÉI    | 1 981        | 1,82         | 0           |             |        |
|                                                 | Divers                                  | 1 174        | 1,08         | 0           |             |        |
|                                                 | Mouvement national républicain          | 182          | 0,17         | 0           |             |        |
|                                                 |                                         |              |              |             |             |        |
| Inscrits                                        | Inscrits                                | 173 495      | 100,00       | 80 367      | 100,00      | 2      |
| Abstentions                                     | Abstentions                             | 62 039       | 35,76        | 31 380      | 39,05       |        |
| Votants                                         | Votants                                 | 111 456      | 64,24        | 48 987      | 60,95       |        |
| Blancs et nuls                                  | Blancs et nuls                          | 2 620        | 2,35         | 3 511       | 7,17        |        |
| Exprimés                                        | Exprimés                                | 108 836      | 97,65        | 45 476      | 92,83       |        |
| Source : Ministère de l'Intérieur - Haute-Loire |                                         |              |              |             |             |        |

### Résultats par circonscription

#### Première circonscription (Le Puy-en-Velay - Yssingeaux)
|                | Laurent Wauquiez sortant réélu | UMP               | 34 563 | 58,13  |  |  |  |
|                | Renée Vaggiani                 | PS                | 12 074 | 20,31  |  |  |  |
|                | Cécile Gallien                 | UDF–MoDem         | 4 176  | 7,02   |  |  |  |
|                | Pierre Cheynet                 | FN                | 2 661  | 4,48   |  |  |  |
|                | Martine Dejean                 | SÉGA              | 1 432  | 2,41   |  |  |  |
|                | Sabrina Del Monte              | LCR               | 1 333  | 2,24   |  |  |  |
|                | Philippe Cochet                | MÉI               | 808    | 1,36   |  |  |  |
|                | Claudette Balleydier           | LO                | 569    | 0,96   |  |  |  |
|                | Gustave Alirol                 | Régionaliste (PO) | 565    | 0,95   |  |  |  |
|                | Nolwenn d'Audibert             | MPF               | 462    | 0,78   |  |  |  |
|                | Jeannine Vallette              | LT-LNÉ            | 425    | 0,71   |  |  |  |
|                | Aline Vigneau                  | Divers            | 385    | 0,65   |  |  |  |
|                | Anne Denis                     | Divers            | 0      | 0      |  |  |  |
|                |                                |                   |        |        |  |  |  |
| Inscrits       | Inscrits                       | Inscrits          | 93 127 | 100,00 |  |  |  |
| Abstentions    | Abstentions                    | Abstentions       | 32 544 | 34,95  |  |  |  |
| Votants        | Votants                        | Votants           | 60 583 | 65,05  |  |  |  |
| Blancs et nuls | Blancs et nuls                 | Blancs et nuls    | 1 130  | 1,87   |  |  |  |
| Exprimés       | Exprimés                       | Exprimés          | 59 453 | 98,13  |  |  |  |

#### Deuxième circonscription (Le Puy-en-Velay - Brioude)
| Candidat       | Candidat                   | Parti          | Premier tour | Premier tour | Second tour | Second tour |  |
| Candidat       | Candidat                   | Parti          | Voix         | %            | Voix        | %           |  |
| -------------- | -------------------------- | -------------- | ------------ | ------------ | ----------- | ----------- |  |
|                | Jean Proriol sortant réélu | UMP            | 17 793       | 36,03        | 24 386      | 53,62       |  |
|                | André Chapaveire           | PS             | 10 904       | 22,08        | 21 090      | 46,38       |  |
|                | Laurent Duplomb            | Divers droite  | 7 140        | 14,46        |             |             |  |
|                | Jean-Pierre Vigier (père)  | UDF–MoDem      | 5 396        | 10,93        |             |             |  |
|                | Christiane Laidouni        | PCF            | 1 512        | 3,06         |             |             |  |
|                | Pierre Pommarel            | Les Verts      | 1 494        | 3,03         |             |             |  |
|                | François Boudet            | LCR            | 1 434        | 2,9          |             |             |  |
|                | Jacqueline Largeteau       | FN             | 1 410        | 2,86         |             |             |  |
|                | Christine Mazurier         | LO             | 534          | 1,08         |             |             |  |
|                | Jean Pestre                | MÉI            | 436          | 0,88         |             |             |  |
|                | Lucien Seytre              | LT-LNÉ         | 312          | 0,63         |             |             |  |
|                | Tiphaine de Rugy           | MPF            | 312          | 0,63         |             |             |  |
|                | Benoit Bacle               | PT             | 300          | 0,61         |             |             |  |
|                | Nelly Rangheard            | Divers         | 224          | 0,45         |             |             |  |
|                | Benjamin Torwesten         | MNR            | 182          | 0,37         |             |             |  |
|                | Pierre Savel               | Divers         | 0            | 0            |             |             |  |
|                |                            |                |              |              |             |             |  |
| Inscrits       | Inscrits                   | Inscrits       | 80 368       | 100,00       | 80 367      | 100,00      |  |
| Abstentions    | Abstentions                | Abstentions    | 29 495       | 36,7         | 31 380      | 39,05       |  |
| Votants        | Votants                    | Votants        | 50 873       | 63,3         | 48 987      | 60,95       |  |
| Blancs et nuls | Blancs et nuls             | Blancs et nuls | 1 490        | 2,93         | 3 511       | 7,17        |  |
| Exprimés       | Exprimés                   | Exprimés       | 49 383       | 97,07        | 45 476      | 92,83       |  |